# 仙台市葛岡墓園
仙台市葛岡墓園（せんだいしくずおかぼえん）は、宮城県仙台市青葉区にある霊園。仙台市が設置し、財団法人仙台市公園緑地協会 が管理・運営をしている。
園内には市内唯一の火葬場である「仙台市葛岡斎場」がある。

## 概要
仙台市の霊園には仙台空襲後の戦災復興事業によって設置された仙台市北山霊園（現在は分譲終了）があったが、高度経済成長期に仙台市の人口が著増したため、昭和40年代に当時の仙台市と宮城町の市町境付近に葛岡墓園が造成された。この墓園は、広瀬川左岸の丘陵地の南斜面を中心に広がり、川沿いの河岸段丘にあった葛岡城 のほぼ真北に位置する。
開園当初は、市内八幡町から広瀬川沿いワインディングロードの国道48号を通り、つづら折れの葛岡線 および葛岡墓園入口線 を上って当園南側に至るか、あるいは、八幡町から狭隘で急峻な鰻坂 を上り、国見ジャルダン脇の芋沢街道 を通って、葛岡火葬場前線 で当園北側に至るかしか仙台市都心部との接続方法がなく、あまり利便性の高い霊園ではなかった。しかし、周辺道路や最寄り駅が整備されたことにより飛躍的に利便性が向上し、市の分譲分は終了した（一部で寺社等が所有する墓所の販売はある）。現在販売されている市営墓地は、2001年（平成13年）に開園した泉区の仙台市いずみ墓園（総面積266ha）のみであるが、当園への接続道路である国道48号や県道仙台北環状線沿いには、葬祭関連業種（石材店・葬儀場・葬儀屋・生花店・ホテルなど）が点在している。2009年（平成21年）度における当園での埋葬・改葬等は599件、動物納骨は1,448件だった。
国道48号と葛岡線との交差点付近にある「郷六」バス停（北緯38度15分57.2秒 東経140度48分58.9秒 / 北緯38.265889度 東経140.816361度）が標高約75m、葛岡駅の入口が約125m、当園南側入口周辺が約140m、
給水塔（北緯38度16分29.9秒 東経140度49分3秒 / 北緯38.274972度 東経140.81750度）周辺が約190m、最頂部が送電線鉄塔のある場所辺りで約205mというように、当園へのアクセスには標高差を克服しなくてはならないため、車でのアクセスが一般的である。そのため、お盆や彼岸の期間は園内がしばしば渋滞する。

## 施設
- 仙台市葛岡墓園管理事務所（北緯38度16分12.6秒 東経140度48分55.3秒 / 北緯38.270167度 東経140.815361度）
- 仙台市葛岡斎場（北緯38度16分41.6秒 東経140度49分13.9秒。仙台市公園緑地協会が指定管理者。斎場長は市からの天下り）[5][6][7]
- 市民墓地（区画：A〜Z、29〜38、51〜58）
- 寺院墓地（35ヶ寺）
- 東北大学納骨堂（北緯38度16分23.2秒 東経140度49分6.9秒 / 北緯38.273111度 東経140.818583度）
- 仙台市無縁故者納骨堂（北緯38度16分19秒 東経140度49分6.6秒 / 北緯38.27194度 東経140.818500度）
- ペット納骨堂（北緯38度16分10.4秒 東経140度49分12.8秒 / 北緯38.269556度 東経140.820222度）
- 杜の都の彫刻「天」（速水史朗作。葛岡墓園正面プロムナードに1999年（平成11年）1月29日設置。北緯38度16分16.2秒 東経140度49分0.3秒）[8]
- 公衆便所（身障者用含め数か所、トイレットペーパーは無し）
- 東屋
- 無料駐車場

## 沿革
1968年（昭和43年）に「仙台都市計画葛岡火葬場」が都市計画決定された ため、1972年（昭和47年）に仙台市火葬場（北山火葬場）および新寺小路火葬場を廃止し、当園内に仙台市葛岡斎場を設置して供用開始した。当園の開園に伴い、園内に愚鈍院別院および林松院別院、隣接地に妙心院葛岡別院および大聖寺 が移転あるいは別院を設けた。また、1975年（昭和50年）に宮城墓石センター（全優石宮城支部） が国道48号と葛岡線との交差点付近に開業するなど、周辺の民有地には墓石産業も集積した。
1988年（昭和63年）に仙台市と合併した泉市（現：仙台市泉区）には泉市火葬場 があったが、（旧）仙台市葛岡斎場の北側に（新）仙台市葛岡斎場が新築されて火葬炉数が20基 となったのを機に2002年（平成14年）3月に廃止され、市内の火葬場が当斎場に統合された。なお、（旧）仙台市葛岡斎場は解体され、跡地は（新）仙台市葛岡斎場の駐車場およびロータリーとして使用されている。
2011年（平成23年）3月11日に発生した東北地方太平洋沖地震（東日本大震災）では、園内の道路や広場が一部破損し、葛岡斎場のインフラが停止した。早くに電力は復旧したものの、大きな被害を受けた仙台市ガス局の都市ガスに火葬炉の燃料を依存していたため、火葬が出来ない状況に陥った。そのため、タンクローリーで運んだガスや非常用の軽油バーナーを用いて火葬を再開した。軽油バーナーでは通常の遺体の火葬に約40リットルの軽油が必要だが、水死体では約1割多く必要であり、津波による犠牲者が多かった同震災では1遺体あたりの平均使用燃料がより多くなった。さらに、震災で交通網が寸断されて燃料不足に陥り、犠牲者も多数に及んだため、葛岡斎場が受け入れられる限界を超えてしまった。そのため市長は条例を改正して園内への仮埋葬（土葬）を認め、園内中央の高台周辺に仮埋葬地を造成した（北緯38度16分27.5秒 東経140度49分1.7秒、北緯38度16分27.2秒 東経140度49分4秒）。ガスが復旧した4月3日以降は、通常の3倍の1日60体の火葬体制に引き上げ、市外の犠牲者の受け入れも行った。なお、当園管理事務所前にプレハブで遺体仮安置所および遺骨安置所（北緯38度16分11.7秒 東経140度48分54.1秒、北緯38度16分10.8秒 東経140度48分55.3秒）が設置され、身元不明または引き取り手の無い遺体・遺骨が一時的に安置された。遺体仮安置所および遺骨安置所は、12月上旬に解体された。

### 関連年表
- 1966年（昭和41年）8月2日、仙台市公園緑地協会が任意団体として発足[1]。
- 1967年（昭和42年）10月7日 同協会が財団法人となる[1]。
- 1972年（昭和47年）、仙台市葛岡斎場が宮城県宮城郡宮城町郷六に開場。
- 1975年（昭和50年）11月28日、東北自動車道・仙台宮城IC供用開始。
- 1982年（昭和57年）4月、東北大学に献体し、かつ、無縁仏となっている遺骨を納める「東北大学納骨堂」が竣工し、落成式を行う[12]。
- 1983年（昭和58年）5月14日、国道48号・仙台西道路供用開始。
- 1984年（昭和59年）2月1日、国鉄仙山線に国見駅が開業。
- 1987年（昭和62年）11月1日、宮城町が仙台市に編入合併され、当園および斎場が仙台市内となる。
- 1988年（昭和63年）11月、宮城県道37号仙台北環状線供用開始。
- 1991年（平成3年）3月16日、JR仙山線に葛岡駅が開業。
- 2000年（平成12年）3月、（新）仙台市葛岡斎場が着工。
- 2002年（平成14年）
  - 2月、（新）仙台市葛岡斎場が竣工。
  - 4月、（新）仙台市葛岡斎場が供用開始。
- 2011年（平成23年）
  - 3月11日、東北地方太平洋沖地震（東日本大震災）発生。園路や広場が一部破損[13]（復旧費は6月補正予算で7884万円[14]）。
  - 3月13日16:08、葛岡斎場に送電再開[15]。
  - 3月20日、市内で収容された身元不明遺体が200体を超える見通しなのに対し、燃料不足によって火葬が間に合わないことから、奥山恵美子仙台市長が災害対策本部会議において、身元不明遺体に限り土葬する方針を決めた[16][17]。
  - 3月23日、仙台市ガス局が、新潟・仙台間ガスパイプラインを経由して都市ガスを一部供給再開[18][19]。ただし、葛岡斎場には未開通。
  - 3月25日、市長の判断で霊園内に仮埋葬（土葬）が出来るよう、仙台市霊園条例を一部改正し、公布・施行[20]。
  - 4月3日、葛岡斎場に都市ガス供給が再開[11]。火葬体制を通常の3倍に当たる1日60体に引き上げ、他市町からの依頼も受け入れ[11]。
  - 4月4日、仏教・キリスト教など様々な宗教法人によって構成される団体「宮城県宗教法人連絡協議会」（仙台市）が、葛岡斎場に「心の相談室」を開設[21]。
  - 4月10日、市内で発見された遺体のうち、身元不明または引き取り手のいない15体が葛岡斎場で初めて火葬された[22]。

## 周辺
- 葛岡工場（仙台市の清掃工場の1つ）[23]
  - 葛岡粗大ごみ処理施設
  - 葛岡資源化センター
  - 葛岡リサイクルプラザ
  - TAC葛岡ウォーターパーク（葛岡温水プール）[24]
- 葛岡下公園、葛岡下西公園、葛岡下南公園
- 放山（はなれやま）保存緑地（99.91ha）
  - 仁田谷地の森（約2.5ha）[25]

## 所在地・アクセス
- 所在地
  - 宮城県仙台市青葉区郷六字葛岡42（北緯38度16分12.6秒 東経140度48分55.3秒 / 北緯38.270167度 東経140.815361度）
- アクセス
  - JR仙山線・葛岡駅または国見駅(西端まで1.5km。葛岡駅開業前)
  - 仙台市営バス
    - 彼岸期間中などに仙台駅西口バスプール15番ポールから臨時便が運行されることがある（参照）[26]

※県道仙台北環状線から分岐した市道葛岡工場入口線 が、葛岡墓園の近くまで舗装されている。両者は数十mの道路（北緯38度16分31秒 東経140度48分51.6秒 / 北緯38.27528度 東経140.814333度）で接続されているものの、平時は車止めによって自動車通り抜け禁止となっている（人・軽車両・バイクなどは手動開閉する柵を通り通行可）。ただし、お盆と彼岸の期間は臨時に車両が通行可能になる。
※「仙台市総合道路整備計画」において骨格幹線道路網と位置付けられた「3環状12放射状線」の一部をなす都市計画道路「川内芋沢線」が、当園の北側の芋沢街道に沿って計画されている。同線が開通すれば都心部からも郊外からも当園への接続は向上するが、現状では未着手となっている。

## 仙台市営の斎場・霊園一覧
- 斎場
  - 葛岡斎場：仙台市青葉区郷六字葛岡10
  - ペット斎場：仙台市泉区松森阿比古7-1（仙台市の清掃工場の1つ「松森工場」隣接地）
- 霊園
  - 北山霊園：仙台市青葉区北山2-10-1
  - 葛岡墓園：仙台市青葉区郷六字葛岡42
  - いずみ墓園：仙台市泉区朴沢字九ノ森1-1